# Voyage (film)
Voyage (in lingua cinese 遊) è un film del 2013 diretto da Scud.
La pellicola è opera del cineasta di Hong Kong Danny Cheng Wan-Cheung, in arte Scud. Viene descritta come "una tragica storia sull'amore, il destino e la lotta per giungere a perdere la memoria ossessiva che ci sovrasta e poter così liberarsi anche dei propri cari"; ha ricevuto la sua anteprima mondiale al "Chicago International Film Festival".
Girato, oltre che a Hong Kong, anche in Mongolia, Malaysia, Australia, Germania e Paesi Bassi, rappresenta il primo lavoro del regista realizzato in larga parte al di fuori dell'Asia, oltre che il suo primo film parlato direttamente per lo più in lingua inglese. È distribuito da "Golden Scene".
L'opera esplora diversi temi considerati tradizionalmente tabù nella società hongkonghese in un modo insolitamente aperto, sfidando molte delle convenzioni date per acquisite e presentando una nudità maschile frontale completa in diverse scene.
Si tratta del quinto dei sette film prodotti e distribuiti da Scud, gli altri sei sono: City Without Baseball del 2008; Permanent Residence del 2009, Amphetamine del 2010; Love Actually ... Sucks! del 2011; Utopians del 2015 ed infine Thirty Years of Adonis del 2017. Il suo ottavo, intitolato Naked Nation, si trova nel 2018 ancora in fase di produzione.

## Trama
La storia è incentrata sulla figura di un giovane psichiatra il quale ad un certo momento decide di lasciare la propria abitazione ed impiego per intraprendere un lungo viaggio solitario lungo tutta la costa del Sud-est asiatico; questo nel tentativo di superare il tumulto emotivo che è stato costretto a vivere nei suoi rapporti con gli ex clienti.
Nel corso dell'itinerario intrapreso cerca più volte di venire a patti con le proprie esperienze riproducendo una relazione dettagliata delle loro vicende, prendendo così la decisione di andare a visitare personalmente tutti i luoghi che gli erano a suo tempo stati descritti.

## Produzione
Le riprese sono iniziate a settembre del 2011 nella città di Hannover e si è trattato del primo set cinematografico di Scud al di fuori dell'Asia. Il protagonista è il cantante e artista visuale peruviano-giapponese-statunitense Seb-Benjamin Castro, molto popolare nel continente orientale, a cui è stato commissionato anche la creazione artistica originale per la scenografia.
Voyage presenta molti colleghi di Scud già presenti in film precedenti, come il modello Byron Pang Koon-kei, l'attore Haze Leung, il giocatore di baseball Adrian 'Ron' Heung Tze-Chun e Linda So, oltre a diversi tecnici, come il direttore della fotografia Charlie Lam, che ha collaborato nel 2010 per la realizzazione di Amphetamine.

### Regia
Durante le riprese Scud ha dichiarato: "Mi piace molto girare in Europa perché le persone sono così amichevoli nei film... Riesco a vedere la possibilità di tornare a girare nuovamente in questa parte del mondo". L'episodio tedesco include le apparizioni dell'attrice britannica Debra Baker e di quella tedesca Leni Speidel, la quale quest'ultima è stata anche la responsabile della produzione per le riprese europee.
Il regista ha spiegato che l'idea del film "è nata dai miei pensieri sul suicidio: una volta avevo pensato di inoltrarmi nel deserto dell'Australia centrale fino a quando non fossi rimasto esausto, morendo pertanto in un modo miserabile. Un tale stato d'animo mi ha fatto pensare a persone simili in questa stessa situazione".
Ha poi proseguito dicendo che: "Tutti gli episodi sono indipendenti l'uno dall'altro e le storie sono basate su esperienze reali che alcuni degli attori che compaiono nel film hanno effettivamente vissuto. Avere un casr internazionale e luoghi disponibili in tutto il mondo è in tal caso appropriato perché il disturbo depressivo e il suicidio sono dei temi universali dell'essere umano".

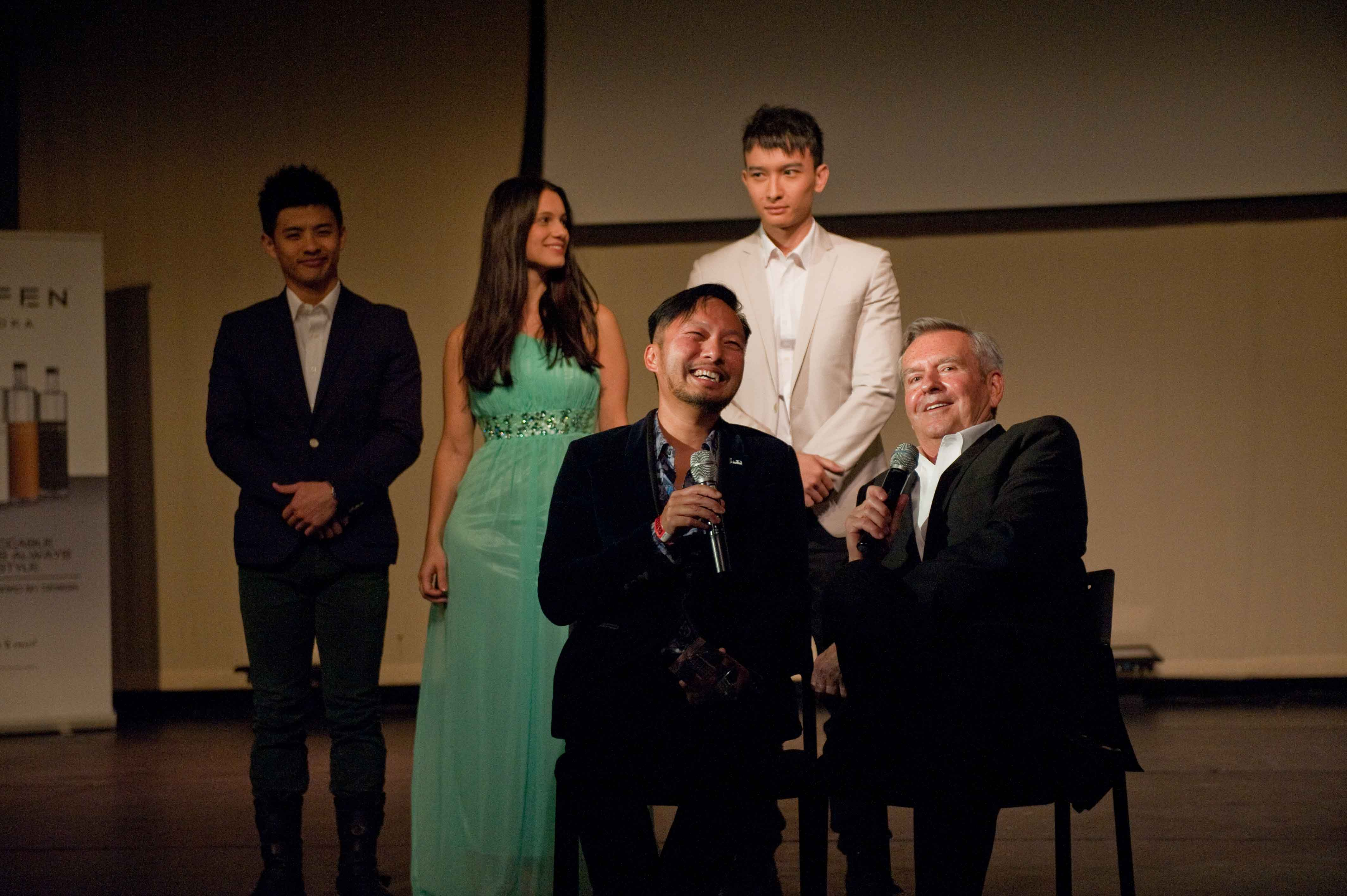
Il regista e i principali interpreti a Chicago.